# Liste des sous-marins de l'Argentine
La liste des sous-marins de l'Argentine, regroupe les sous-marins commandés ou exploités par la Marine argentine (Armada de la República Argentina ou ARA en espagnol) au fil des ans.
Par tradition, les sous-marins argentins portent le nom des provinces dont le nom commence par la lettre "S", ainsi, le pool de noms est limité à seulement six ("Santa Fe", "Salta", "Santiago del Estero", "San Luis", "San Juan" et "Santa Cruz") ce qui entraîne la répétition des noms de classe et de navire.
Classe Santa Fe (1) (de construction italienne Classe Tarantinos)
| Nom du navire           | Pennant number | Autres noms | Entrée de service | Déclassement |
| ----------------------- | -------------- | ----------- | ----------------- | ------------ |
| ARA Santa Fe            | S-1            | aucun       | 1933              | 1956         |
| ARA Salta               | S-2            | aucun       | 1933              | 1960         |
| ARA Santiago del Estero | S-3            | aucun       | 1933              | 1959         |

Classe Santa Fe (2) (de construction américaine Classe Balao)
| Nom du navire           | Pennant number | Autres noms    | Entrée de service | Déclassement |
| ----------------------- | -------------- | -------------- | ----------------- | ------------ |
| ARA Santa Fe            | S-11           | ex-USS Macabi  | 1960              | 1972         |
| ARA Santiago del Estero | S-12           | ex-USS Lamprey | 1960              | 1971         |

Classe Santa Fe (3) (de construction américaine Classe Guppy)
| Nom du navire           | Pennant number | Autres noms    | Entrée de service | Déclassement |
| ----------------------- | -------------- | -------------- | ----------------- | ------------ |
| ARA Santa Fe            | S-21           | ex-USS Catfish | 1972              | 1982         |
| ARA Santiago del Estero | S-22           | ex-USS Chivo   | 1971              | 1981         |

Classe Salta (de construction allemande Type 209)
| Nom du navire | Pennant number | Autres noms | Entrée de service | Déclassement |
| ------------- | -------------- | ----------- | ----------------- | ------------ |
| ARA Salta     | S-31           | aucun       | 1974              | Inactif      |
| ARA San Luis  | S-32           | aucun       | 1974              | 1997         |

Classe Santa Cruz (de construction allemande Type TR-1700 )
Six de ces navires ont été planifiés par la Marine. Seuls les deux premiers, construits en Allemagne, ont été effectivement achevés. Les quatre autres, qui devaient être construits en Argentine, n'ont jamais été achevés pour des raisons budgétaires.
| Nom du navire           | Pennant number | Autres noms | Entrée de service | Déclassement   |
| ----------------------- | -------------- | ----------- | ----------------- | -------------- |
| ARA Santa Cruz          | S-41           | aucun       | 1984              | Inactif        |
| ARA San Juan            | S-42           | aucun       | 1985              | Perdu en 2017  |
| ARA Santa Fe            | S-43           | aucun       | jamais terminé    | jamais terminé |
| ARA Santiago del Estero | S-44           | aucun       | jamais terminé    | jamais terminé |
| -pas de nom-            | S-45           | aucun       | jamais terminé    | jamais terminé |
| -pas de nom-            | S-46           | aucun       | jamais terminé    | jamais terminé |